# Euperilampus gloriosus
Euperilampus gloriosus är en stekelart som först beskrevs av Walker 1862.  Euperilampus gloriosus ingår i släktet Euperilampus och familjen gropglanssteklar. Inga underarter finns listade i Catalogue of Life.